# Чому я не християнин
«Чому я не християнин» (англ. Why I Am Not a Christian) — есе британського філософа Бертрана Рассела, написане ним на основі лекції, прочитаної 6 березня 1927 р. в приміщенні ратуші Баттерсі з ініціативи Південно-Лондонського відділу Національного світського товариства. Нью-Йоркська публічна бібліотека включила його в список найбільш впливових книг XX століття.

## Зміст
Рассел починає з визначення того, що він розуміє під терміном «християнин», та починає пояснювати, чому він не вірить в Бога і безсмертя та чому не вважає Христа найвеличнішим і наймудрішим з людей — два пункти, які він вважає за необхідне для того, щоб вважати себе християнином. Потім розглядаються аргументи на користь існування Бога, включаючи космологічний аргумент, телеологічний аргумент, аргумент природного закону та моральні аргументи, які він описав як «інтелектуальне сходження (англ. intellectual descent), здійснене теїстами в їх аргументації».
Далі Рассел піддає сумніву історичну достовірність існування Христа та релігійну мораль, при цьому підкресливши, що «християнська релігія в тому виді, в якому вона організована в церквах, була і є головним ворогом морального прогресу у світі». Рассел підсумовує:
|  | Релігія заснована, на мій погляд, перш за все та в цілому на страху. Частково це страх перед невідомим, а частково, як я вже вказував, — бажання відчувати, що у тебе є свого роду старший брат, який постоїть за тебе у всіх бідах та поневіряннях. <…> Хорошому світу потрібні знання, добросердність та відвага; йому не потрібні сумне співчуття про минуле чи рабська скутість вільного розуму словесами, пущеними в побут у давно минулі часи неосвіченими людьми.Оригінальний текст (англ.) Religion is based, I think, primarily and mainly upon fear. It is partly the terror of the unknown and partly, as I have said, the wish to feel that you have a kind of elder brother who will stand by you in all your troubles and disputes....A good world needs knowledge, kindliness, and courage; it does not need a regretful hankering after the past or a fettering of the free intelligence by the words uttered long ago by ignorant men. (Russell В. Why I Am Not a Christian. London: Watts & Co, 1927) |